# Tour of California
Tour of California – wieloetapowy wyścig kolarski rozgrywany w Stanach Zjednoczonych w stanie Kalifornia. W latach 2007–2016 miał kategorię 2.HC, zaś od sezonu 2017 do 2019 należał do cyklu najważniejszych wyścigów kolarskich - UCI World Tour.
Wyścig odbył się po raz pierwszy w 2006. Pierwsze cztery edycje odbywały się w kwietniu, następne rozgrywano w maju. Rekordzistą pod względem liczby zwycięstw w klasyfikacji generalnej jest Amerykanin Levi Leipheimer - trzy triumfy.
W 2015 roku zorganizowano po raz pierwszy wyścig dla kobiet, który zwyczajowo odbywa się przed zawodami dla mężczyzn. W 2016 roku wyścig kobiecy został włączony do programu najważniejszych wyścigów zawodowych kobiet UCI Women’s World Tour.

## Zwycięzcy
Opracowano na podstawie:
| Rok  | Pierwsze           | Drugie             | Trzecie                |
| ---- | ------------------ | ------------------ | ---------------------- |
| 2006 | Floyd Landis       | David Zabriskie    | Bobby Julich           |
| 2007 | Levi Leipheimer    | Jens Voigt         | Jason McCartney        |
| 2008 | Levi Leipheimer    | David Millar       | Christian Vande Velde  |
| 2009 | Levi Leipheimer    | David Zabriskie    | Michael Rogers         |
| 2010 | Michael Rogers     | David Zabriskie    | Levi Leipheimer        |
| 2011 | Chris Horner       | Levi Leipheimer    | Tom Danielson          |
| 2012 | Robert Gesink      | David Zabriskie    | Tom Danielson          |
| 2013 | Tejay van Garderen | Michael Rogers     | Janier Acevedo         |
| 2014 | Bradley Wiggins    | Rohan Dennis       | Lawson Craddock        |
| 2015 | Peter Sagan        | Julian Alaphilippe | Sergio Henao           |
| 2016 | Julian Alaphilippe | Rohan Dennis       | Brent Bookwalter       |
| 2017 | George Bennett     | Rafał Majka        | Andrew Talansky        |
| 2018 | Egan Bernal        | Tejay van Garderen | Daniel Felipe Martínez |
| 2019 | Tadej Pogačar      | Sergio Higuita     | Kasper Asgreen         |

## Zwyciężczynie
| Rok  | Pierwsze             | Drugie            | Trzecie                |
| ---- | -------------------- | ----------------- | ---------------------- |
| 2015 | Trixi Worrack        | Leah Kirchmann    | Lauren Komanski        |
| 2016 | Megan Guarnier       | Kristin Armstrong | Evelyn Stevens         |
| 2017 | Anna van der Breggen | Katie Hall        | Arlenis Sierra         |
| 2018 | Katie Hall           | Tayler Wiles      | Katarzyna Niewiadoma   |
| 2019 | Anna van der Breggen | Katie Hall        | Ashleigh Moolman-Pasio |